# Padej
Padej (izvirno srbsko Падеј; madžarsko Padé) je naselje v Srbiji, ki upravno spada pod Občino Čoka; slednja pa je del Severnobanatskega upravnega okraja.

## Demografija
V naselju živi 2304 polnoletnih prebivalcev, pri čemer je njihova povprečna starost 41,9 let (40,0 pri moških in 43,7 pri ženskah). Naselje ima 1128 gospodinjstev, pri čemer je povprečno število članov na gospodinjstvo 2,55.
To naselje je v glavnem madžarsko (glede na rezultate popisa iz leta 2002), a v času zadnjih treh popisov je opazno zmanjšanje števila prebivalcev.
|  |

| Demografija | Demografija     | Demografija     |
| Leto        | Št. prebivalcev | Št. prebivalcev |
| ----------- | --------------- | --------------- |
|             |                 |                 |
|             |                 |                 |
|             |                 |                 |
|             |                 |                 |
| 1948        | 4494            |                 |
| 1953        | 4610            |                 |
| 1961        | 4545            |                 |
| 1971        | 3993            |                 |
| 1981        | 3465            |                 |
| 1991        | 3190            | 3158            |
| 2002        | 2910            | 2882            |
|             |                 |                 |

| Etnična sestava po popisu iz leta 2002 | Etnična sestava po popisu iz leta 2002 | Etnična sestava po popisu iz leta 2002 | Etnična sestava po popisu iz leta 2002 | Etnična sestava po popisu iz leta 2002 |
| -------------------------------------- | -------------------------------------- | -------------------------------------- | -------------------------------------- | -------------------------------------- |
| Madžari                                | Madžari                                |                                        | 1.920                                  | 66,62%                                 |
| Srbi                                   | Srbi                                   |                                        | 712                                    | 24,70%                                 |
| Romi                                   | Romi                                   |                                        | 119                                    | 4,12%                                  |
| Jugoslovani                            | Jugoslovani                            |                                        | 48                                     | 1,66%                                  |
| Hrvati                                 | Hrvati                                 |                                        | 4                                      | 0,13%                                  |
| Makedonci                              | Makedonci                              |                                        | 4                                      | 0,13%                                  |
| Bošnjaki                               | Bošnjaki                               |                                        | 3                                      | 0,10%                                  |
| Črnogorci                              | Črnogorci                              |                                        | 2                                      | 0,06%                                  |
| Slovenci                               | Slovenci                               |                                        | 1                                      | 0,03%                                  |
| Rusini                                 | Rusini                                 |                                        | 1                                      | 0,03%                                  |
| Muslimani                              | Muslimani                              |                                        | 1                                      | 0,03%                                  |
| Neznano                                | Neznano                                |                                        | 4                                      | 0,13%                                  |